# Sophia Burn
Sophia Burn est la bassiste du groupe londonien The Veils.
Elle naît à Auckland, en Nouvelle-Zélande le 4 octobre 1983 mais grandit à Boston avant de retourner en Nouvelle-Zélande pendant son adolescence. Elle y rencontre Finn Andrews, le chanteur de The Veils en première année de lycée. Elle étudie la littérature anglaise et le grec ancien à l'université d'Auckland avant de rejoindre The Veils en 2006 lorsque la première formation se sépare.
Sophia utilise une '60 Fender Precision Bass.